# Trận Pozières
Trận Pozières là một cuộc giằng co kéo dài hai tuần giữa phe Entente và Quân đội Đức để giành quyền kiểm soát ngôi làng Pozières của nước Pháp và cả ngọn đồi mà nó nằm ở trên, trong giai đoạn trung kỳ của Chiến dịch Somme vào năm 1916 trong cuộc Đại chiến thế giới lần thứ nhất. Cho dù các Sư đoàn Anh Quốc đã tham chiến trong phần lớn các giai đoạn của cuộc chiến đấu, trận Pozières chủ yếu được nhớ đến là một trận chiến của người Úc. Trận chiến kết thúc với việc phe Entente làm chủ cao nguyên ở hướng Bắc và hướng Nam của làng, và uy hiếp thành lũy Thiepval của quân Đức từ phía sau. Tuy nhiên, cái giá của chiến thắng này rất lớn, và nhà sử học quốc gia Úc là Charles Bean, đồi Pozières là "một khu đất đầy rẫy với sự hy sinh của quân Úc hơn bất kỳ một nơi nào trên Trái Đất."